# Курбанов, Омар Шарапутдинович
Омар Шарапутдинович Курбанов (род. 23 февраля 2001 года) — российский волейболист, доигровщик клуба «Локомотив» (Новосибирск).

## Спортивная карьера

### Игра за клубы
До 2020 года выступал за волейбольные клубы «Дагестан» и «Грозный».
С апреля 2020 года играет в клубе «Зенит» (Санкт-Петербург).
В сезоне 2020-2021 Омар был в заявке на 24 матча, но принял участие только в 8 матчах Суперлиги и набрал 8 очков. Приказом министра спорта №46-нг от 30 апреля 2020 года  Омару присвоено спортивное звание мастера спорта.

### Игры за сборную
Омар Курбанов принял участие в юниорских и молодёжных чемпионатах мира и Европы. 
На Чемпионате мира среди молодёжи - 2019 (до 19 лет) сыграл 8 матчей и набрал 70 очков. В матче со сборной Германии набрал больше всех очков в обеих командах - 17 очков.
На Чемпионате Европы среди молодёжи - 2020 отыграл 5 матчей, где набрал 58 очков.
5 апреля 2020 года признан лучшим игроком в финальном матче чемпионата Европы среди молодёжи.

## Достижения

### Командные

#### Сборная России
Чемпионат Европы среди молодёжи
- Чемпион: 2020
- Серебряный призёр: 2021

Чемпионат мира среди юношей
- Серебряный призёр: 2019

Чемпионат мира среди молодёжи
- Серебряный призёр: 2021

#### Зенит (СПб)
Кубок ЕКВ
- Серебряный призёр: 2020/2021

Чемпионат России
- Серебряный призёр (2): 2017/2018, 2020/2021

Кубок России
- Серебряный призёр (1): 2020

#### Локомотив (Н)
Чемпионат России
- Бронзовый призёр (1): 2022/23

Кубок России
- Обладатель (1): 2025

### Личные
- Лучший игрок финала чемпионата Европы среди молодёжи - 2020
- Символическая сборная чемпионата Европы среди молодежных команд (2020)